# Pseudopallene centrotus
Pseudopallene centrotus is een zeespin uit de familie Callipallenidae. De soort behoort tot het geslacht Pseudopallene. Pseudopallene centrotus werd in 1990 voor het eerst wetenschappelijk beschreven door Pushkin. 